# Pleasantville (comtat de Venango, Pennsilvània)
Pleasantville és una població dels Estats Units a l'estat de Pennsilvània. Segons el cens del 2000 tenia 850 habitants.

## Demografia
Segons el cens del 2000, Pleasantville tenia 850 habitants, 340 habitatges, i 249 famílies. La densitat de població era de 341,9 habitants/km².
Dels 340 habitatges en un 30,6% hi vivien nens de menys de 18 anys, en un 63,8% hi vivien parelles casades, en un 5,9% dones solteres, i en un 26,5% no eren unitats familiars. En el 23,8% dels habitatges hi vivien persones soles el 14,7% de les quals corresponia a persones de 65 anys o més que vivien soles. El nombre mitjà de persones vivint en cada habitatge era de 2,5 i el nombre mitjà de persones que vivien en cada família era de 2,94.
Per edats la població es repartia de la següent manera: un 24,4% tenia menys de 18 anys, un 7,2% entre 18 i 24, un 25,5% entre 25 i 44, un 23,6% de 45 a 60 i un 19,3% 65 anys o més.
L'edat mediana era de 40 anys. Per cada 100 dones de 18 o més anys hi havia 96,6 homes.
La renda mediana per habitatge era de 32.426 $ i la renda mediana per família de 37.679 $. Els homes tenien una renda mediana de 29.722 $ mentre que les dones 20.909 $. La renda per capita de la població era de 15.608 $. Entorn del 7,5% de les famílies i l'11,4% de la població estaven per davall del llindar de pobresa.

## Poblacions més properes
El següent diagrama mostra les poblacions més properes.